# آزمون نئو
پرسشنامهٔ شخصیتی نئو (به انگلیسی: NEO Personality Inventory) یک ابزار خودگزراشی برای اندازه‌گیری صفات شخصیتی است که توسظ کاستا و مک کری ساخته شده‌است. این صفات شخصیتی بر اساس صفات شخصیتی یک جامعه بهنجار توصیف می‌شوند.
پرسشنامه نئو از مدل پنج عاملی شخصیت FFM گرفته شده‌است و در دو نمونه بلند و کوتاه موجود می‌باشد. جنبه‌های شخصیت و جنبه‌هایی گه در پرسشنامه نئو مورد بررسی قرار می‌گیرند عبارت‌اند از:
1. روان‌رنجورخویی neuroticism: اضطراب، خشم، افسردگی، خودآگاهی، تکانشگری، آسیب‌پذیری.
2. برون‌گرایی extraversion: خون‌گرمی، معاشرتی بودن، جسارت، فعالیت، هیجان خواهی، هیجان‌های مثبت.
3. استقبال از تجربه openness: تخبل، زیبایی‌شناسی، احساسات، اعمال، ایده‌ها، ارزش‌ها.
4. موافقت agreeableness: اعتماد، درستکاری، نوع دوستی، پیروی، فروتنی، همدردی یا ذهن گرایی.
5. وظیفه‌شناسی conscientiousness: رقابت و کارایی، نظم، وجدان کاری، پیشرفت گرایی، انضباط شخصی، تعمق یا ژرف اندیشی.

نسخه تجدید نظرشده NEO-PI-R بر مبنای راهبرد عقلانی-تجربی ساخته شده‌است که بر اعتبار سازه تأکید دارد.
تقریباً نیمی از ماده‌های این پرسشنامه پیرو سیاست نمره گذاری وارونه است.
در نسخع کوتاه شده، آزمون نئو تنها حیطه‌های اصلی شخصیت را می‌سنجد.